# کریستوفر ریان
کریستوفر ریان (به انگلیسی: Christopher Ryan) لیسانس خود را در سال ۱۹۸۴ در رشتهٔ ادبیات انگلیسی و آمریکایی دریافت کرد و بیست سال بعد موفق به دریافت دکترای روان‌شناسی از دانشگاه سیبروک در سانفرانسیسکو شد. ریان رسالهٔ دکترایش را به تحلیل ریشه‌های ماقبل تاریخیِ تمایلات جنسی انسان اختصاص داد و راهنمایش در این زمینه روان‌شناس نامدار جهان استَنلی کریپنر بوده‌است. ریان ضمن سخنرانی در دانشکدهٔ پزشکی دانشگاه بارسلونا و ارائهٔ مشاوره‌های آموزشی به بیمارستان‌های مختلف، مقالات متعددی را با همکاری استنلی کریپنر و ساسیلدا جِفا در ژورنال‌های معتبر منتشر کرده‌است.

## آثار
آخرین کتاب کریستوفر ریان آمیزش جنسی از آغاز: خاستگاه پیشاتاریخی مسائل جنسی امروزی (به انگلیسی:Sex at Dawn: The Prehistoric Origins of Modern Sexuality) نام دارد که به صورت مشترک با ساسیلدا جِفا نوشته شده‌است. کتاب مزبور در سال ۲۰۱۰ توسط انتشارات هارپرکالینز انتشار یافت.